# Simulacre d'assemblea
Un simulacre d'assemblea, també anomenat simulacre d'emergència o d'evacuació, és un exercici de seguretat a bord d'un vaixell, que és obligatori per a tota la tripulació i tots els passatgers a bord abans de començar un viatge.
L'objectiu de l'exercici és fer que tothom conegui el seu respectiu punt d'assemblea on haurien de reunir-se en un cas d'emergència real, i la ruta per arribar al seu respectiu bot salvavides, per tal de preparar-se per a una evacuació segura de la nau. Durant el simulacre, es presenta informació de seguretat addicional com instruccions per a col·locar-se correctament una armilla salvavides, i les diferents rutes de sortida de la nau.
La Convenció Internacional per a la Seguretat de la Vida al Mar (SOLAS) requereix que es faci un simulacre d'assemblea per als passatgers en algun moment no més tard de 24 hores després de la sortida del vaixell, però la majoria de línies de creuers prefereixen fer l'exercici abans que el vaixell surti de port per primera vegada. La tripulació té l'obligació d'assegurar que l'exercici es realitza, i que tota la tripulació i tot el passatge hi assisteix i hi està atent. Si per alguna raó l'exercici no es fa, aquest fet ha de constar al quadern de bitàcola d'abord. En alguns llocs, com alguns estats dels Estats Units, la llei castiga els membres de la tripulació per no assistir a un simulacre obligatori, per exemple amb multes segons el rang del tripulant.
Aquests simulacres no se solen fer ni solen ser requerits en viatges relativament curts, com els que es fan en ferries, creuers de menys d'un dia, o vaixells fluvials. Als ferris se sol fer un parlament a través dels sistemes de megafonia per fer conèixer als passatgers quin és el patró del toc d'alarma i per explicar què han de fer en el cas de produir-se una alarma.
En els vaixells de creuers aquest exercici se sol fer durant l'hora anterior a la sortida programada del viatge. Es passa llista a tots els passatgers i la no assistència a l'exercici pot ser motiu suficient per ser deixat a terra, segons criteri del capità de la nau. Posteriorment al desastre del Costa Concordia, tots els creuers estan obligats a fer l'exercici abans que el vaixell no surti de port.
El procediment per fer l'exercici sol començar amb un anunci per megafonia avisant que tot seguit es farà el simulacre d'assemblea obligatori per a tothom, i a continuació s'avisa que sonarà el toc d'alarma general d'emergència afegint que es tracta de només un simulacre. Després de sonar l'alarma, es demana als passatgers que vagin ordenadament al seu punt d'assemblea respectiu, on rebran més instruccions i un membre de la tripulació passarà llista.
L'alarma general d'emergència consisteix en set (7) tocs curts seguits d'un (1) sol toc llarg amb la sirena del vaixell o amb els timbres d'alarma interiors, que solen anar acompanyats de llums intermitents als corredors i àrees públiques del vaixell per a les persones sordes.
Segons la regulació de l'Organització Marítima Internacional (IMO) l'operació d'evacuació hauria de poder-se completar en 30 minuts (incloent reunir els passatgers, pujar als bots, portar-los a mar, i maniobrar per apartar-los prou lluny del vaixell).